# Jacques Deray
Pour les articles homonymes, voir Deray.
Jacques Deray, né Jacques Desrayaud le 19 février 1929 à Lyon 3e et mort le 9 août 2003 à Boulogne-Billancourt, est un réalisateur de cinéma français. Spécialiste des films policiers, il connaît son âge d'or dans les années 1970 en faisant tourner Alain Delon ou Jean-Paul Belmondo.

## Biographie
Jacques Deray débute comme acteur dans de petits rôles au cinéma. Devenu assistant en 1953, il travaille notamment avec Gilles Grangier (Trois jours à vivre), Luis Buñuel (Cela s'appelle l'aurore) et Jules Dassin (La Loi). Il aborde la réalisation en 1960 avec Le Gigolo, drame psychologique interprété par Alida Valli et Jean-Claude Brialy. Son deuxième film, Rififi à Tokyo (1963), film policier entièrement tourné au Japon, reçoit une critique très favorable sans pour autant connaître un réel succès public. Mais Deray y confirme ses qualités d'habile technicien de la mise en scène pour films de genre, en particulier policier.
Il faut attendre 1969 et le succès de La Piscine pour que Deray soit considéré comme un cinéaste populaire de premier ordre et que débutent ses longues collaborations avec l'acteur Alain Delon et le scénariste Jean-Claude Carrière. La Piscine est un sombre drame psychologique dans lequel Delon incarne un écrivain médiocre. Sont aussi présents Romy Schneider, Maurice Ronet et Jane Birkin. Presque 40 ans plus tard, La Piscine fera l'objet d'un remake réalisé par Luca Guadagnino.
Le film suivant que signe Deray, Borsalino, est produit par Alain Delon et réunit Delon et Jean-Paul Belmondo, qui sont alors les deux vedettes les plus populaires de France. Film assez violent, surtout dans le contexte du cinéma français de l’époque, Borsalino est une évocation de la pègre marseillaise des années 1930. Le film, qui s'inspire du livre Bandits à Marseille d'Eugène Saccomano, sera le plus grand succès populaire de Deray tant en France qu'au niveau international. Aux Etats-Unis, Borsalino sera en nomination pour le Golden Globe du meilleur film étranger.
Deray aborde une veine plus intimiste avec Un peu de soleil dans l'eau froide, une adaptation d’un roman de Françoise Sagan dans laquelle les rôles principaux sont tenus par Claudine Auger et Marc Porel. On note aussi la présence d’un Gérard Depardieu alors quasi débutant. Deray signe aussi Doucement les basses, une des rares comédies de sa carrière. Le film met à nouveau en vedette Alain Delon et aborde par la bande le thème du célibat des prêtres. Doucement les basses fait face à une critique très moyenne et, malgré la présence de Delon, connait un succès tout juste passable.
Deray effectue un retour au polar avec Un homme est mort, long-métrage entièrement tourné aux États-Unis. Jean-Louis Trintignant y incarne un tueur à gages pourchassé par un collègue. Il signe aussi une suite de Borsalino, Borsalino and Co., dans laquelle seul Delon apparait. Le film n’a pas le même impact que son prédécesseur. Parmi ses autres films notables de cette époque, on compte Flic Story, qui relate la traque du gangster Émile Buisson par le policier Roger Borniche et Un papillon sur l'épaule, polar kafkaïen mettant Lino Ventura en vedette.
Au début des années 1980, Deray retrouve Delon et connaît un gros succès populaire en signant Trois Hommes à abattre, adaptation d'un roman noir de Jean-Patrick Manchette. Malgré des critiques tièdes, il obtient un succès encore plus considérable avec Le Marginal, dont la vedette est cette fois-ci Jean-Paul Belmondo. Deray signe aussi On ne meurt que deux fois, un film noir inspiré d'un roman de Robin Cook et dont Michel Serrault et Charlotte Rampling se partagent la vedette. Malgré huit nominations, le film ne reçoit aucun César mais le prix du jury au Festival des films du monde de Montréal.
Belmondo et Deray collaborent une quatrième et dernière fois pour Le Solitaire, mais cette fois-ci, le succès est plutôt inférieur aux attentes. Deray s'éloigne de son genre de prédilection, le polar, en tournant le drame sentimental Maladie d'amour et le drame psychologique Les Bois noirs. Avec Netchaïev est de retour, adapté d'un roman de Jorge Semprún, Deray retrouve le ton du thriller politique typique des années 1970. Netchaïev est de retour est la première collaboration entre Deray et Yves Montand, dont ce sera l'avant-dernier film.
Cinéaste discret, la fin de sa carrière sera considérée par la critique comme décevante et son dernier film L'Ours en peluche, pourtant inspiré d'un livre de Georges Simenon, est particulièrement mal reçu. Deray ne se consacre plus alors qu'à la télévision.

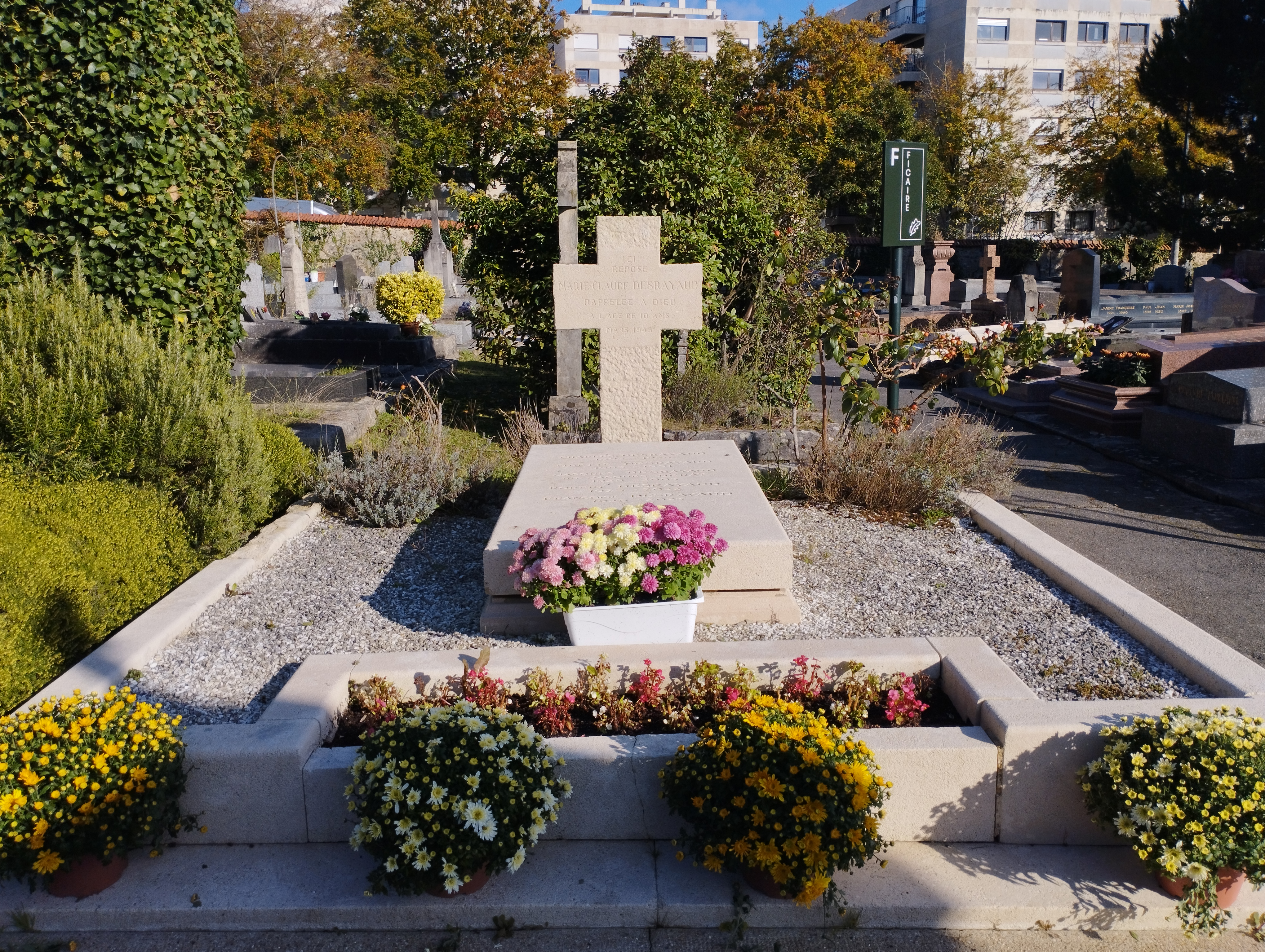
Tombe de Jacques Deray au cimetière de Garches.

En 1981, il est le président du jury du 34e festival de Cannes.
En 1998, il est président du jury au Festival du cinéma russe à Honfleur.
Jacques Deray était marié depuis le 12 juin 1998 à l'actrice, productrice et ancienne conseillère du CSA, Agnès Vincent Deray. Il a eu, plus tôt dans sa vie, une fille, Laurence.
Atteint d'un cancer du pancréas depuis de longs mois, il meurt le 9 août 2003 à Boulogne-Billancourt à l'âge de 74 ans. Il est inhumé au cimetière de Garches.

## Prix Jacques-Deray
Créé en 2005 en mémoire de Jacques Deray, vice-président de l'Institut Lumière jusqu'à sa disparition, le Prix Jacques-Deray récompense le meilleur film policier français de l'année ou un cinéaste distingué dans ce genre. Parmi les premiers lauréats on trouve 36, quai des Orfèvres d'Olivier Marchal, De battre mon cœur s'est arrêté de Jacques Audiard, Ne le dis à personne de Guillaume Canet, Le Deuxième Souffle d'Alain Corneau, ou encore Polisse de Maïwenn (2012).

## Filmographie

### Assistant réalisateur
- 1954 : Sang et Lumières de Georges Rouquier
- 1954 : Poisson d'avril de Gilles Grangier
- 1955 : Le Printemps, l'Automne et l'Amour de Gilles Grangier
- 1955 : Gas-oil de Gilles Grangier
- 1956 : Cela s'appelle l'aurore de Luis Buñuel
- 1956 : Le Sang à la tête de Gilles Grangier
- 1956 : Courte Tête de Norbert Carbonnaux
- 1957 : Reproduction interdite de Gilles Grangier
- 1957 : Le rouge est mis de Gilles Grangier
- 1957 : Trois Jours à vivre de Gilles Grangier
- 1958 : Thérèse Étienne de Denys de La Patellière
- 1959 : La Loi (La Legge) de Jules Dassin
- 1959 : Archimède le clochard de Gilles Grangier
- 1959 : 125, rue Montmartre de Gilles Grangier

### Réalisateur
- 1960 : Le Gigolo
- 1963 : Rififi à Tokyo
- 1963 : Symphonie pour un massacre
- 1965 : Par un beau matin d'été
- 1966 : Avec la peau des autres
- 1966 : L'Homme de Marrakech
- 1969 : La Piscine
- 1970 : Borsalino
- 1970 Crepa padrone, crepa tranquillo (film inachevé coréalisé avec Piero Schivazappa)
- 1971 : Doucement les basses
- 1971 : Un peu de soleil dans l'eau froide
- 1972 : Un homme est mort
- 1974 : Borsalino and Co.
- 1975 : Flic Story
- 1977 : Le Gang
- 1978 : Un papillon sur l'épaule
- 1980 : Trois Hommes à abattre
- 1982 : Les Secrets de la princesse de Cadignan (TV)
- 1983 : Le Marginal
- 1983 : Credo (TV)
- 1985 : On ne meurt que deux fois
- 1987 : Le Solitaire
- 1987 : Maladie d'amour
- 1989 : Les Bois noirs
- 1991 : Contre l'oubli (film collectif)
- 1991 : Netchaïev est de retour
- 1993 : Un crime
- 1994 : 3000 Scénarios contre un virus (segment « Arnaud et ses copains »)
- 1994 : L'Ours en peluche
- 1998 : Clarissa (TV)
- 2000 : On n'a qu'une vie (TV)
- 2001 : Lettre d'une inconnue (TV)

### Box-office
| Film                      | Années | Box-office        |
| ------------------------- | ------ | ----------------- |
| Le Marginal               | 1983   | 4 956 822 entrées |
| Borsalino                 | 1970   | 4 710 381 entrées |
| La Piscine                | 1969   | 2 341 721 entrées |
| Trois Hommes à abattre    | 1980   | 2 194 795 entrées |
| Flic Story                | 1975   | 1 970 875 entrées |
| Borsalino and Co.         | 1974   | 1 698 380 entrées |
| Par un beau matin d'été   | 1965   | 1 506 874 entrées |
| Le Gang                   | 1977   | 1 190 355 entrées |
| Doucement les basses      | 1971   | 1 009 536 entrées |
| On ne meurt que deux fois | 1985   | 1 003 415 entrées |